# Variolización
La variolización, inoculación de la viruela o variolación, es una técnica de profilaxis que quiere decir preservación de la enfermedad. Este procedimiento se aplicaba antes de la invención de la vacuna por el británico Edward Jenner. Dicha técnica consiste en hacer una incisión en la piel del individuo y ponerle el polvo de las costras de viruela, luego se le cerraba la incisión y se dejaba a la persona aislada de las demás hasta que la enfermedad le atacara de manera leve, hasta lograr su recuperación.

## Historia

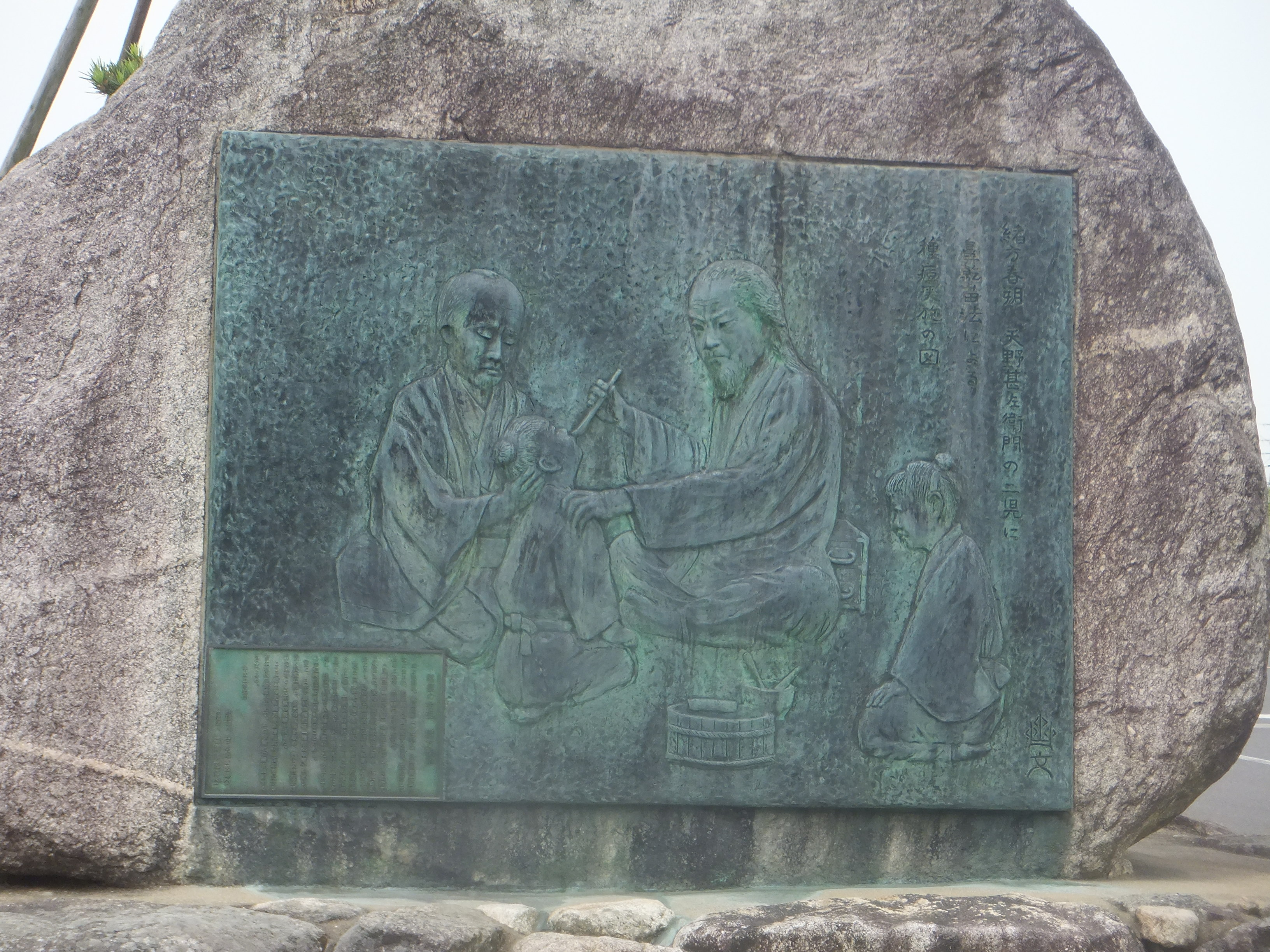
Relieve frente al Hospital Asakura Ishikai, en conmemoración de la introducción de la variolizacion por el médico japonés Ogata Shunsaku (1748-1810). De Wolfgang Michel

La inoculación de la viruela, variolización o variolación, fue practicada originariamente en China y la India.  En la India, les ponían a los niños las ropas de los enfermos de viruela que estaban impregnadas de las materias contenidas en las pústulas variolosas; se cubrían con las mismas ropas las heridas.
En los pueblos africanos se practicaba la inoculación, frotando el pus de un enfermo sobre una incisión realizada previamente a la persona que se quería proteger, unas veces en el dorso de la mano izquierda y otras en el pliegue del muslo o el codo. Turquía realizaba esta maniobra desde el siglo XVI, la cual alcanzó gran popularidad por la protección que brindaba a las esclavas caucásicas, famosas por su belleza, de las marcas que solía dejar la enfermedad, las que representaban un elemento de merma de su valor en el mercado.
El conocimiento del método se transmitió a los pueblos del entorno del Asia menor y Oriente próximo, Cefalonia, Tesalia, Constantinopla, el Bósforo, donde era utilizado por las clases populares como prevención de la enfermedad. La variolación por inoculación debajo de la piel fue conocida en Europa, a principios del siglo XVIII, principalmente, por una comunicación del médico italiano Timoni e introducida, en 1717, por  Lady Montagu, esposa del embajador británico en Constantinopla, quien hizo variolizar a sus hijos por un médico griego, y enfermó a los niños levemente, quienes se recuperaron con rapidez, por lo que la dama difundió la noticia entre numerosas familias de la nobleza; así se extendería el procedimiento en Inglaterra, donde se instalaron casas especiales para la variolación, en las que trabajaban especialistas. La extensión del método abarcó el continente y alcanzó un éxito rotundo en Francia.

## Consideraciones
Muchas vidas pudieron conservarse gracias a la variolación. No obstante, la práctica presentaba serios peligros, pues la viruela existía y reaparecía; la variolación aunque extendida, no era general, y, por ende, no cubría la totalidad de la población y como riesgos importantes podemos señalar el hecho de que, en ocasiones, las personas varioladas enfermaban gravemente de viruela, pues el producto inoculado era pus extraído de una pústula reciente y además era factible la transmisión de otras enfermedades durante la variolación al ser el acto de persona a persona. 